# مانوئل دیناوریان لاکریان
مانوئل دیناوریان لاکریان ( اسپانیایی: Manuel Dienavorian Lacherian‎؛ زادهٔ ۱۴ مارس ۱۹۳۸) شطرنج‌باز ارمنی‌تبار اهل اروگوئه است که دو بار در سال‌های ۱۹۸۰ و ۱۹۸۷ به مقام نخست مسابقات قهرمانی شطرنج اروگوئه دست یافت. وی در بین سال‌های ۱۹۶۷ تا ۱۹۹۰ میلادی در رشته شطرنج فعالیت داشت.

## زندگی‌نامه
وی در  ۱۴ مارس ۱۹۳۸  در اروگوئه به دنیا آمد .